# Échemiré
Échemiré és un municipi francès situat al departament de Maine i Loira i a la regió de País del Loira. L'any 2007 tenia 588 habitants.

## Demografia

### Població
El 2007 la població de fet d'Échemiré era de 588 persones. Hi havia 223 famílies de les quals 44 eren unipersonals (20 homes vivint sols i 24 dones vivint soles), 90 parelles sense fills, 77 parelles amb fills i 12 famílies monoparentals amb fills.
La població ha evolucionat segons el següent gràfic:
Habitants censats

### Habitatges
El 2007 hi havia 261 habitatges, 227 eren l'habitatge principal de la família, 13 eren segones residències i 20 estaven desocupats. 253 eren cases i 5 eren apartaments. Dels 227 habitatges principals, 160 estaven ocupats pels seus propietaris, 65 estaven llogats i ocupats pels llogaters i 2 estaven cedits a títol gratuït; 2 tenien una cambra, 14 en tenien dues, 44 en tenien tres, 55 en tenien quatre i 112 en tenien cinc o més. 162 habitatges disposaven pel capbaix d'una plaça de pàrquing. A 91 habitatges hi havia un automòbil i a 119 n'hi havia dos o més.

### Piràmide de població
La piràmide de població per edats i sexe el 2009 era:
| Homes | Edats   | Dones |
| ----- | ------- | ----- |
| 0     | 95 o +  | 0     |
| 0     | 90 a 94 | 0     |
| 4     | 85 a 89 | 4     |
| 0     | 80 a 84 | 4     |
| 4     | 75 a 79 | 4     |
| 16    | 70 a 74 | 12    |
| 4     | 65 a 69 | 16    |
| 16    | 60 a 64 | 20    |
| 8     | 55 a 59 | 4     |
| 16    | 50 a 54 | 16    |
| 28    | 45 a 49 | 12    |
| 12    | 40 a 44 | 24    |
| 16    | 35 a 39 | 4     |
| 20    | 30 a 34 | 28    |
| 24    | 25 a 29 | 16    |
| 16    | 20 a 24 | 8     |
| 8     | 15 a 19 | 24    |
| 12    | 10 a 14 | 20    |
| 4     | 5 a 9   | 8     |
| 28    | 0 a 4   | 32    |

## Economia
El 2007 la població en edat de treballar era de 369 persones, 290 eren actives i 79 eren inactives. De les 290 persones actives 258 estaven ocupades (145 homes i 113 dones) i 31 estaven aturades (9 homes i 22 dones). De les 79 persones inactives 28 estaven jubilades, 25 estaven estudiant i 26 estaven classificades com a «altres inactius».

### Ingressos
El 2009 a Échemiré hi havia 221 unitats fiscals que integraven 560 persones, la mediana anual d'ingressos fiscals per persona era de 15.371 €.

### Activitats econòmiques
Dels 17 establiments que hi havia el 2007, 1 era d'una empresa extractiva, 1 d'una empresa alimentària, 1 d'una empresa de fabricació de material elèctric, 3 d'empreses de fabricació d'altres productes industrials, 3 d'empreses de construcció, 1 d'una empresa de comerç i reparació d'automòbils, 1 d'una empresa d'hostatgeria i restauració, 2 d'empreses de serveis, 1 d'una entitat de l'administració pública i 3 d'empreses classificades com a «altres activitats de serveis».
Dels 4 establiments de servei als particulars que hi havia el 2009, 1 era un paleta, 1 guixaire pintor, 1 lampisteria i 1 restaurant.
L'únic establiment comercial que hi havia el 2009 era una fleca.
L'any 2000 a Échemiré hi havia 15 explotacions agrícoles que ocupaven un total de 960 hectàrees.

## Equipaments sanitaris i escolars
El 2009 hi havia una escola elemental.

## Poblacions més properes
El següent diagrama mostra les poblacions més properes.